# Topográfiai térkép

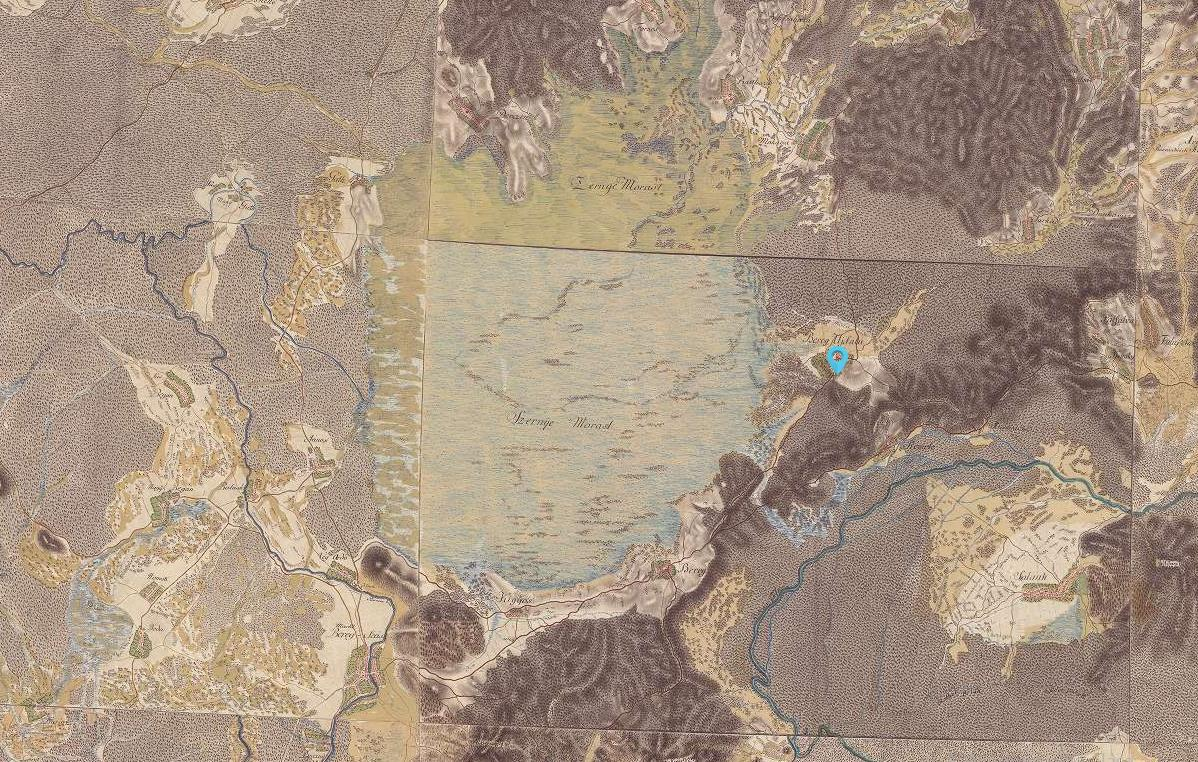
Topográfiai térképrészlet, a Szernye-mocsár Magyarország első katonai felmérésekor készült térképén (1763)

A topográfiai térkép a legszélesebben használt térképtípus. Méretaránya 1:10 000-től 1:200 000-ig terjed. A méretarány csökkenésével az általánosítás foka nő. A földfelszín mesterséges és természetes objektumainak ábrázolása mellett adminisztratív, gazdasági tematikákat is tartalmazhat. Ennek megfelelően ábrázolásmódja gazdag, melyet színek és szimbólumok segítségével valósít meg. A nagyobb méretarányú topográfiai térképek (1:10 000, esetleg 1:25 000) közvetlen felméréssel készülnek, míg a kisebb méretarányúakat kartográfiai úton az eredeti felmérések egyszerűsítésével és általánosításával állítják össze.
A topográfiai térképek élnek az eltolt ábrázolás és a szimbólumok használatával. Ez azt jelenti, hogy ha az objektum olyan kis alapterületű, hogy alaprajzban a szükséges hangsúllyal nem ábrázolható, akkor térképi méretét jelentősen meghaladó szimbólummal – egyezményes jellel ábrázolják. Ez azonban azt eredményezheti, hogy a szimbólum letakarhat más objektumokat vagy azok szimbólumait. A takarás elkerülése érdekében a topográfiailag kevéssé fontos objektumot ilyenkor eltolják. Ha tehát topográfiai térképeket akarunk digitalizálni, akkor tisztában kell lennünk azzal, hogy ezeken a térképeken mesterséges torzítások is vannak, s ezek helyéről semmiféle információval sem szolgálnak.